# Port Authority (Film)
Port Authority ist ein Filmdrama von Danielle Lessovitz, das am 18. Mai 2019 im Rahmen der Internationalen Filmfestspiele von Cannes seine Premiere feierte und am 17. Dezember 2020 in Deutschland als Video-on-Demand und auf DVD veröffentlicht wurde.

## Handlung
Die 22-jährige Wye lebt mit ihren Geschwistern am zentralen Busbahnhof von New York City der Port Authority. Als der 20-jährige auf Bewährung befindliche Herumtreiber Paul aus dem Mittleren Westen nach New York kommt und Wye sieht, ist er sofort von ihrer Schönheit überwältigt. Zwischen den beiden erblüht eine Liebe. Wye führt Paul in die Underground-LGBTQ-Subkultur von New York ein und stellt ihm ihre selbstgewählte Familie vor. Als Paul merkt, dass auch Wye trans ist, muss er sich seiner Gefühle für sie klar werden, sich aber auch mit seiner eigenen Identität auseinandersetzen. Zugleich findet Wye nach einiger Zeit heraus, dass Paul, anders als ursprünglich dargestellt, in einer sozial prekären Lage ist.

## Produktion
Regie führte Danielle Lessovitz, die auch das Drehbuch schrieb. Executive Producer war Martin Scorsese. Die in San Francisco geborene Filmemacherin Dannielle Lessovitz beschäftigt sich bei ihrer Arbeit mit marginalisierten Gemeinschaften und Tabus. Nach ihrer Ausbildung zur Dokumentarfilmerin reiste sie durch die USA und ins Ausland, bevor sie nach New York zog, um ihren Master in Filmproduktion an der New York University zu machen, wo sie ein Stipendium erhielt.
Fionn Whitehead spielt Paul. Leyna Bloom ist in der Rolle der transsexuellen Wye zu sehen. Leyna Bloom ist selbst eine trans Frau und ein respektiertes Mitglied der New Yorker Mainstream ballroom-Szene. Sie trägt dort den Namen "Polynesische Prinzessin", ist Mutter des House of Miyake-Mugler und hat sich international dadurch einen Namen gemacht, dass sie in der Gesichtskategorie gelaufen ist. Außerdem ist Bloom Tänzerin und Model.
Der Film feierte am 18. Mai 2019 im Rahmen der Internationalen Filmfestspiele von Cannes seine Premiere, wo er in der Reihe Un Certain Regard gezeigt wurde. Port Authority war der erste Film bei den Filmfestspielen von Cannes, in dem eine schwarze transsexuelle Schauspielerin in einer Hauptrolle zu sehen war.
Im August 2019 wurde er beim Melbourne International Film Festival vorgestellt. Im September 2019 wurde der Film beim Festival des amerikanischen Films in Deauville im Hauptwettbewerb gezeigt. Im Oktober 2019 wurde er beim Internationalen Filmfestival Warschau und beim Haifa International Film Festival vorgestellt. Am 17. Dezember 2020 erschien Port Authority als Video-on-Demand im Salzgeber Club bei Vimeo und zudem auf DVD.
Die Filmmusik komponierte Matthew Herbert. Das Soundtrack-Album mit acht Musikstücken wurde am 20. August 2021 von MovieScore Media als Download veröffentlicht.

## Rezeption

### Kritiken
Der Film stieß bislang auf die Zustimmung von 84 Prozent der Kritiker bei Rotten Tomatoes und erhielt hierbei eine durchschnittliche Bewertung von 6,5 der möglichen 10 Punkte, womit er hier einen der mittleren Plätze bei den in Cannes vorgestellten Filmen belegte.

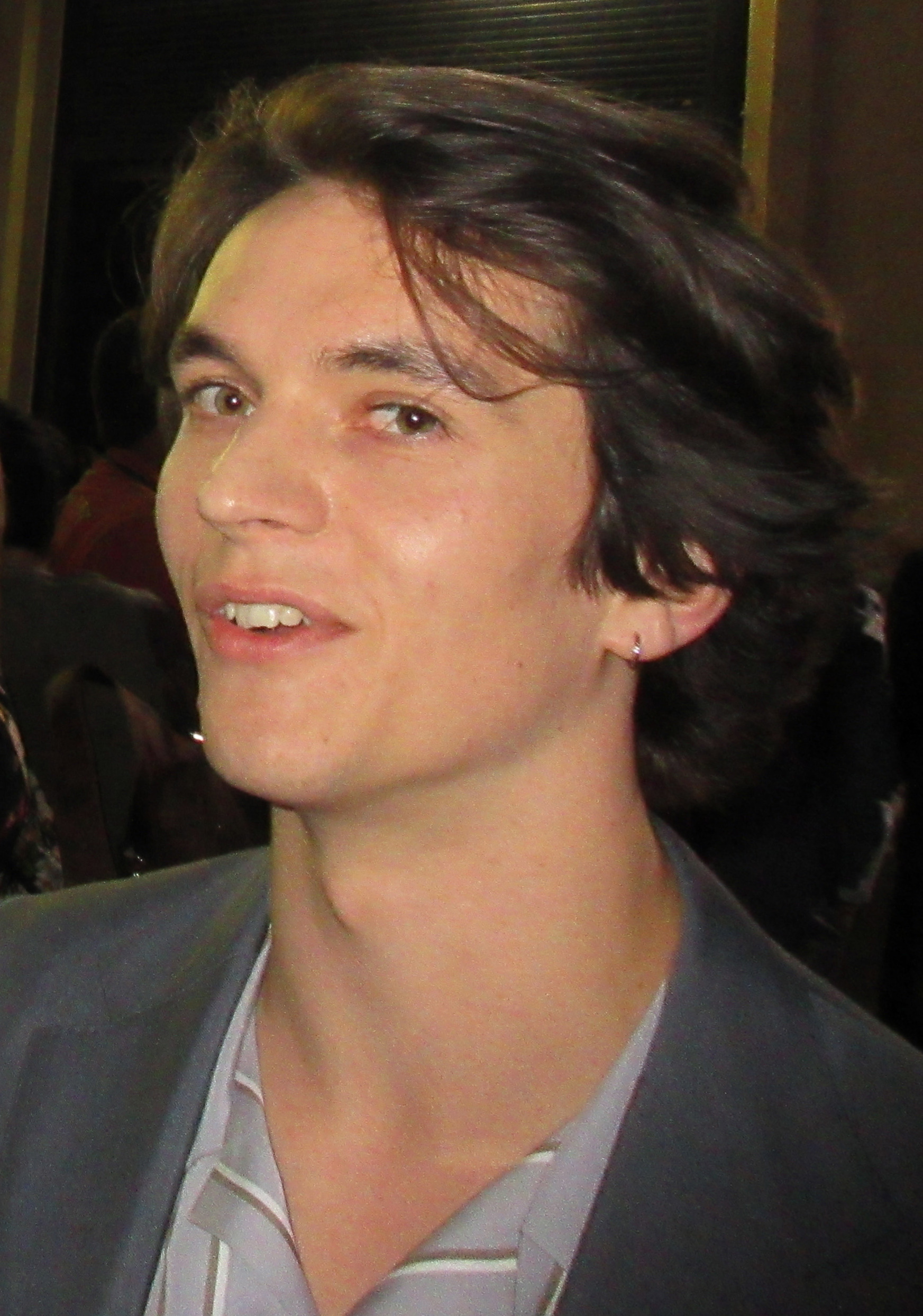
Fionn Whitehead spielt Paul

Björn Schneider, Filmkorrespondent der Gilde deutscher Filmkunsttheater, schreibt, Danielle Lessovitz beschäftige sich in ihrem ersten Langfilm nicht nur mit einer intensiven, von Ängsten und Vorurteilen geprägten Liebesbeziehung, im Kern gehe es um Themen wie Selbstfindung, Außenseitertum und das Ringen um Akzeptanz. Die in Wyes „House“ lebenden Menschen hätten sich eine alternative Familienstruktur geschaffen, in der neben gegenseitigem Respekt Wertschätzung und Liebe das Tanzen das Wichtigste seien. Mit einem beachtlichen Gespür für Feinsinn, Atmosphäre und subtile Andeutungen schildere Lessovitz den Konflikt, mit dem Paul zu kämpfen hat, und sie lote die Unsicherheiten aus, mit denen er ringt, auch wenn sie einige Fragen und Befangenheiten auf Seiten von Paul etwas schnell und unzureichend abhandele. Außerdem seien einige Nebenfiguren eher Reißbrett-artig gezeichnet, doch wegen der Charismatik und Strahlkraft der beiden Hauptdarsteller, deren Chemie jederzeit wunderbar stimmig sei, hätten Fionn Whitehead und Leyna Bloom die übrigen Darsteller an die Wand gespielt, wobei Letztere als verführerische, selbstbewusste und unnahbare Protagonistin eine brillante Darbietung zeige.

### Einsatz im Unterricht

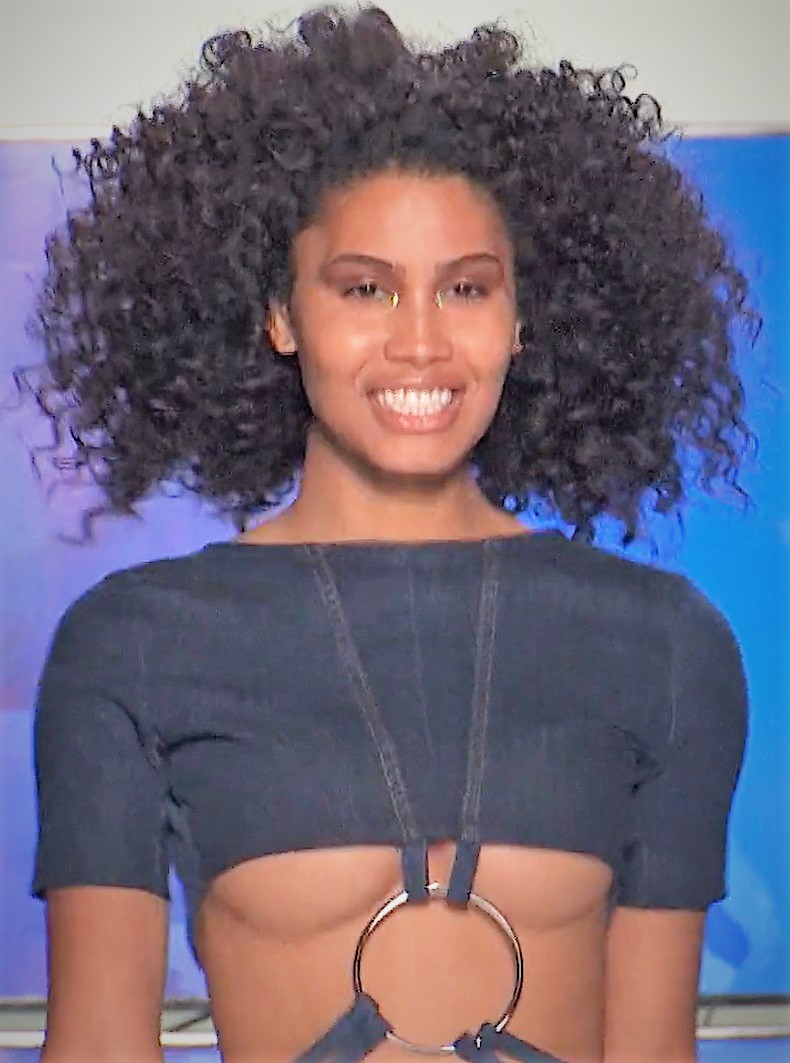
Leyna Bloom spielt die transsexuelle Wye

Das Onlineportal kinofenster.de empfiehlt Port Authority ab der 10. Klasse für die Fächer Englisch, Deutsch und Ethik und bietet Materialien zum Film für den Unterricht. Dort schreibt Christian Horn, dicht an der Seite des Protagonisten Paul, der als beobachtender Außenstehender auftritt, entdecke das Publikum die queere und mehrheitlich von People of Color bevölkerte New Yorker Ballroom-Szene sowie den in den 1970ern in Harlem entstandenen Vogue-Tanzstil. Paul biete sich als Hauptfigur in den Fächern Englisch oder Deutsch für eine Figurenanalyse an. Seine wie aus dem Leben gegriffen wirkenden Zufallsbekanntschaften Wye und Lee, die Pauls Handeln fortan bestimmen, repräsentierten gegensätzliche Lebensweisen, zwischen denen der nach Zugehörigkeit suchende Paul schwankt, so Horn.

### Auszeichnungen
Festival des amerikanischen Films 2019
- Nominierung im Hauptwettbewerb (Danielle Lessovitz)[15]

Festival Internacional de Cine en Guadalajara 2020
- Nominierung als Bester Spielfilm (Danielle Lessovitz)
- Auszeichnung als Bester Film in der Sektion Premio Maguey (Daniel Lessovitz)[16][17]

Internationale Filmfestspiele von Cannes 2019
- Nominierung für die Goldene Kamera (Danielle Lessovitz)
- Nominierung für den Prix Un Certain Regard (Danielle Lessovitz)[18][19]